# ای‌اکس‌ان
ای‌اکس‌ان (انگلیسی: AXN) یک شبکه تلویزیونی پولی متعلق به سونی پیکچرز تله‌ویژن است و اولین بار در سپتامبر ۱۹۹۷ در آسیا راه‌اندازی شد. از آن زمان، نسخه‌های محلی این شبکه در نقاط مختلفی از جهان مانند اروپا، آسیا و آمریکای لاتین راه‌اندازی شده‌اند. در برخی موارد، این شبکه‌ها توسط شرکت‌های دیگر اداره می‌شوند و امتیاز برند و عناصر گرافیکی ای‌اکس‌ان را از سونی پیکچرز تله‌ویژن (اس‌پی‌تی) دریافت می‌کنند.
ای‌اکس‌ان که از طریق تبلیغات یا هزینه‌های اشتراک تأمین مالی می‌شود، عمدتاً برنامه‌های ژانر اکشن و واقع‌نما را پخش می‌کند.